# Charles Aurelius Smith
Charles Aurelius Smith, född 22 januari 1861 i Hertford County i North Carolina, död 1 april 1916 i Baltimore i Maryland, var en amerikansk demokratisk politiker och religiös ledare. Han var South Carolinas viceguvernör 1911–1915 och därefter guvernör i fem dagar i januari 1915.
Smith utexaminerades 1882 från Wake Forest College (senare Wake Forest University) och var sedan verksam som affärsman och bankir. Han var ordförande för South Carolina Baptist Convention 1903–1907.
År 1911 tillträdde Smith som South Carolinas viceguvernör. Guvernör Coleman Livingston Blease avgick den 14 januari 1915. Smith fick sedan vara guvernör för den korta tid som det fanns kvar av Bleases mandatperiod. Därefter efterträddes han i guvernörsämbetet av Richard Irvine Manning III.
Smith avled 1916 och gravsattes på Byrd Cemetery i Timmonsville.